# Eleuterio Población Knappe

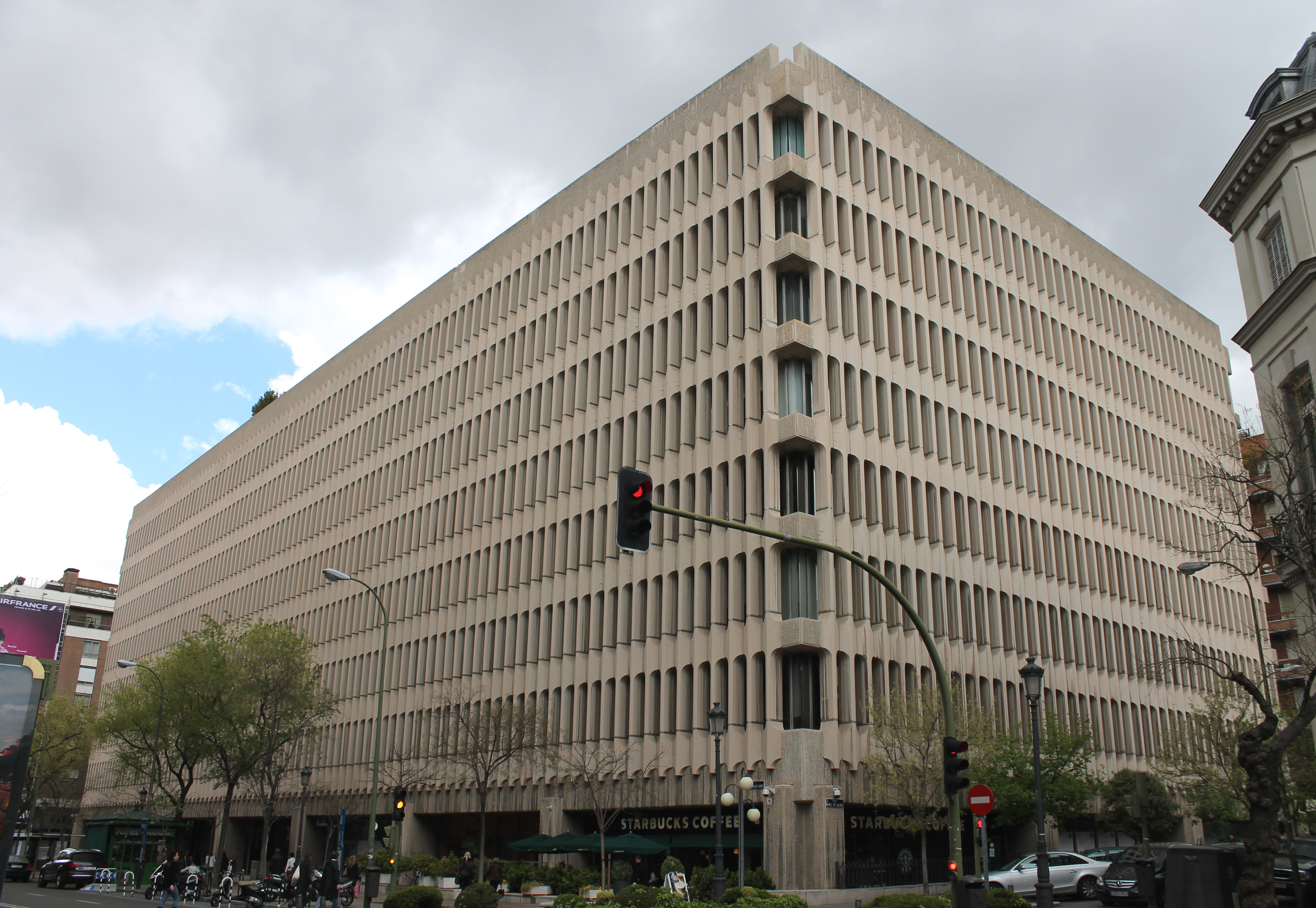
Edificio Beatriz, en el espacio delimitado por las calles Ortega y Gasset, Velázquez y Núñez de Balboa, Madrid.

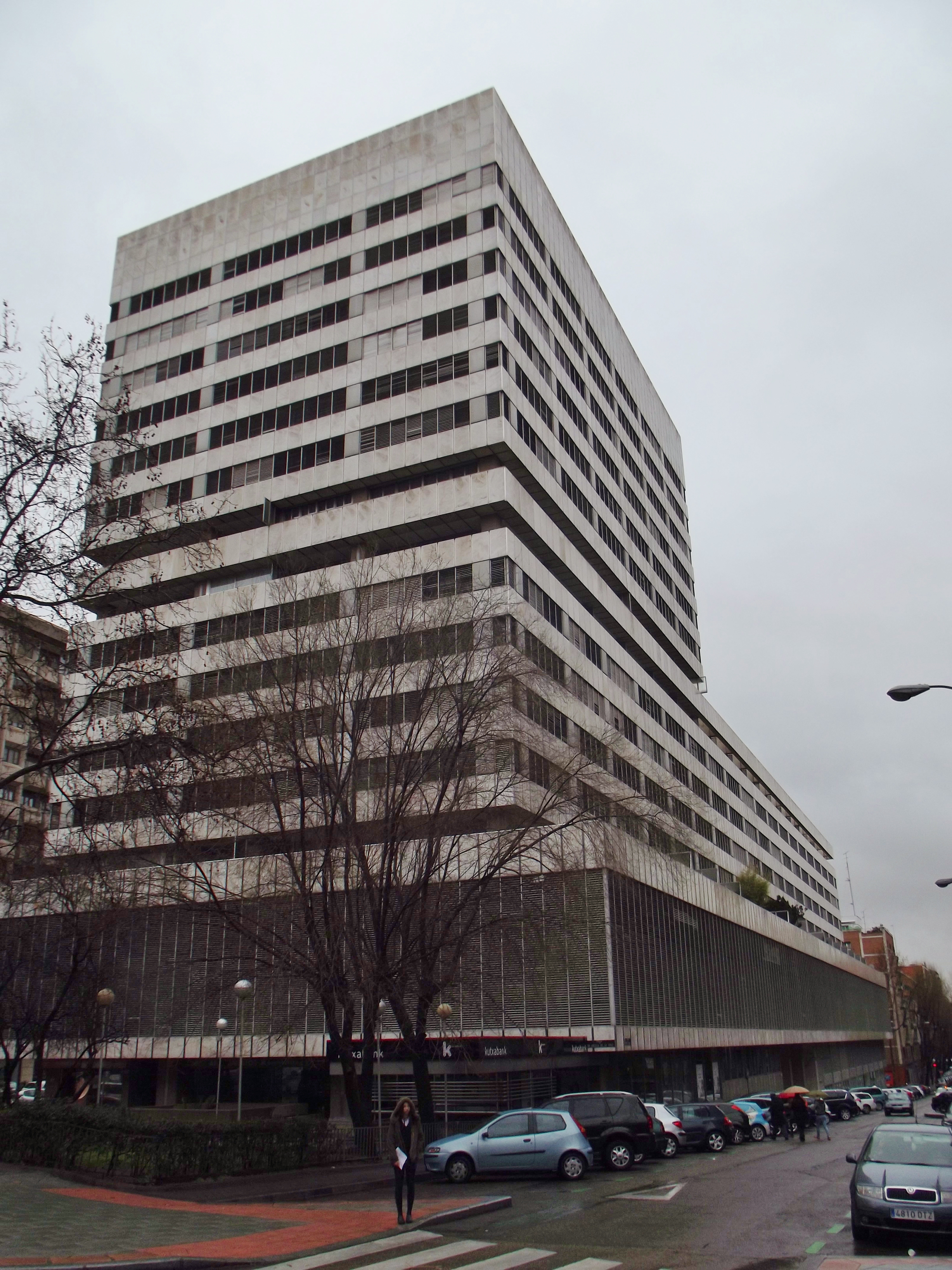
Edificio Eurobuilding II, Madrid.

Eleuterio Población Knappe (Huelva, 1928-Madrid, 2011) fue un arquitecto español.

## Biografía
Nacido en Huelva en 1928, estudió en la Escuela Técnica Superior de Arquitectura de Madrid. Fue el arquitecto del Edificio Beatriz, situado en la manzana formada por las madrileñas calles de Ortega y Gasset, Núñez de Balboa y Velázquez, y del auditorio de la Isla de la Cartuja, para la Expo 92, en Sevilla. También proyectó un edificio de oficinas en Alcobendas, y, en Madrid, la antigua sede de Endesa en la calle Príncipe de Vergara o los edificios Eurobuilding I y II, entre otras construcciones. Falleció en Madrid el 17 de noviembre de 2011.